# Rio Bradu (Baraolt)
O Rio Bradu é um rio da Romênia afluente do Rio Baraolt, localizado no distrito de Covasna.